# Francine Cockenpot
Francine Cockenpot (* 7. Dezember 1918 in Paris; † 18. September 2001 in Lille) war eine französische Komponistin und Autorin.

## Leben
Bereits im Jahr 1933, mit 15 Jahren, zog Cockenpot Aufmerksamkeit auf ihr musikalisches Talent als Komponistin. Jedoch folgte die Zeit des Zweiten Weltkriegs und so schlug Cockenpot andere Wege ein. Im Jahr 1938 wurde sie als Ersthelferin mit der Silbermedaille des französischen Roten Kreuzes ausgezeichnet und anschließend als Krankenschwester eingestellt. Während des Krieges war sie dann Leiterin des Abteilungsbüros des National Relief Service in Lille, danach Regionalkommissarin der Elder Guides. Anschließend zog sie nach Nordafrika und war dort für 25 Jahre weiter als Kooperantin und Krankenschwester in den Maghreb-Staaten tätig. Im Jahr 1970 zog sie wieder nach Frankreich zurück.

### Überfall
1985 ließ Cockenpot sich in der Provence nieder. Dort wurde sie Opfer eines brutalen Angriffs durch einen Einbrecher. Nur weil der Täter sie für bereits tot hielt, überlebte Cockenpot den Überfall, durch den sie ein Auge verlor. Nach diesem traumatischen Erlebnis veröffentlichte sie 1986 ein Buch mit dem Titel „L'agresseur“ (Der Aggressor), ein bescheidenes Zeugnis großen Mutes, basierend auf Hoffnung und Vergebung jenseits der Verzweiflung.

### Späte Jahre
Von den Erlebnissen des Überfalls erholte sich Cockenpot nie mehr ganz. Bald darauf verließ sie Südfrankreich wieder und kämpfte fortan mit depressiven Schüben in ihrer Heimatstadt Lille, in der sie am 18. September 2001 im Alter von 82 Jahren verstarb.

## Künstlerisches Schaffen
In fünfzig Jahren schrieb Cockenpot viele Texte und Musikstücke. Mehr als fünfhundert Lieder sind von ihr bekannt, die sich vor allem in Pfadfinder- und Jugendbewegungen von 1945 bis heute niederschlugen und weit verbreiteten. Ihr Lied „Colchiques dans les prés“ von 1943 ist so im gesamten französischsprachigen Raum berühmt. Unter dem Pseudonym „Jacqueline Claude“ wurde es in den 1970er Jahren zu einem landesweiten Hit, welchen 1977 schließlich Francis Cabrel und 1982 Dorothée in der Serie „Le jardin des chansons“ coverten. Andere Lieder, wie z. B. ihr Seemannslied „Voguons au gré du vent“ ist sogar über das Saarland in den deutschsprachigen Raum übergeschwappt und verbreitete sich von dort aus schließlich als Liedgut in das Repertoire so mancher Schulchöre und in den Französischunterricht unterschiedlicher Schulformen weiterer Bundesländer.
Cockenpots Werke sind nicht nur reich an Harmonien und überraschend in der kompositorischen Architektur, sondern derart tiefgründig, dass sie vielfach das Niveau schlichter Unterhaltungsmusik weit übersteigen. Cockenpot erklärte einmal, dass ihre Texte vom Geist der Pfadfinder beeinflusst seien. So bescheren die musikalische Qualität sowie ihre Fähigkeit zur Poesie ihren Werken ein heute breites Publikum.
Für ihre Sammlung „Le soir venus“ wurde sie 1990 mit dem Henri-Mondor-Preis der französischen Akademie ausgezeichnet. Neben ihren Liedern ist sie auch Autorin mehrerer Bücher bei „Éditions du Seuil“ und anderen Verlagen.

## Liederbücher
- Fleurs d’or: Dreißig Lieder für Jeannettes und andere kleine Mädchen aus Frankreich, Editions du Seuil, 1946; Zeichnungen von G. Vallée, gedruckt von André Tournon und Cie, Paris. Enthält insbesondere die berühmten „Raindrops“ und „I Tied My Boot“.
- Vents du nord: Siebenunddreißig unveröffentlichte Lieder von Francine Cockenpot, Éditions du Seuil, 1946; Zeichnungen von Guy Georget, Text und Musik gedruckt von Georges Lang, Paris. Enthält insbesondere das berühmte „Am Rande des Flusses, ich band meinen Stiefel, Im Wind Frankreichs“, „Weg der Freundschaft“ und „Herbst“, besser bekannt unter dem Titel „Colchiques in the Meadows“, Texte von J. Claude.
- Fleurs de mousse: Siebenundzwanzig unveröffentlichte Lieder von Francine Cockenpot", Éditions du Seuil, 4. Schnitt, 1946; Text, Musik und Zeichnungen von Guy Georget, gedruckt von Curial-Archereau.
- Ciels de France: Dreißig unveröffentlichte Lieder von Francine Cockenpot, Éditions du Seuil, 1947; Zeichnungen von Guy Georget, gedruckt von Tardy, Bourges.
- La vie enchantée: Fünfzehn Lieder für Kleinkinder von Francine Cockenpot, Éditions du Seuil, 1948; Text und Musik, illustriert von Michel Bouchaud, gedruckt von Georges Lang.
- Berceuses: Zwölf Lieder von Francine Cockenpot, Éditions du Seuil, 1948; Zeichnungen von Robert Lapoujade, gedruckt von Louis Jeanrot.
- Accord: Zwölf Lieder harmonisiert von Francine Cockenpot, Éditions du Seuil, 1948; Zeichnungen von Michel Carrade, gedruckt von Georges Lang.
- Mariales: Fünfunddreißig unveröffentlichte Lieder von Francine Cockenpot, Éditions du Seuil, 1949; Zeichnungen von Guy Georget, gedruckt von Georges Lang.
- Moissons: Siebenundzwanzig unveröffentlichte Lieder von Francine Cockenpot, Éditions du Seuil, 1949; Zeichnungen von Robert Lapoujade, gedruckt von Georges Lang.
- Lunaires: Zweiundzwanzig unveröffentlichte Lieder von Francine Cockenpot", Éditions du Seuil, 1950; Zeichnungen von Bernard Milleret, gestochen von Cavel, gedruckt von Jean Grou-Radenez.
- Soleils: Dreißig unveröffentlichte Lieder von Francine Cockenpot", Éditions du Seuil, 1950; Zeichnungen von Jean Aubert, Offset Jean Grou-Radenez.
- À petits pas: Lieder für Kleinkinder, fünfzehn Lieder von Francine Cockenpot", Éditions du Seuil, März 1951; illustriert von Jacqueline L. Gaillard, Croutzet-Druck.
- À la volette: Sechzehn Lieder von Francine Cockenpot, Éditions du Seuil, 1951; Text und Musik, illustriert von Jacqueline L. Gaillard, gedruckt bei Tardy, Bourges.
- Batifolage: Einundzwanzig unveröffentlichte Lieder von Francine Cockenpot, Éditions du Seuil, 1951; illustriert von Jacqueline L. Gaillard, Offset Jean Grou-Radenez.
- Chansons à roulettes: Fünfzehn Lieder von Francine Cockenpot, Éditions du Seuil, 1951, illustriert von Michel Bouchaud, gedruckt von Georges Lang.
- Les mains jointes: Fünfzehn Gebete, gesungen für Kleinkinder von Francine Cockenpot, Éditions du Seuil, 1951; illustriert von Jacqueline L. Gaillard, Offset Jean Grou-Radenez.
- La route aux oiseaux: Zwanzig unveröffentlichte Lieder von Francine Cockenpot, Éditions du Seuil, 1952; 58 Ziervögel von Chris Marker, Druck Tardy.
- Vents dans les voiles: Achtzehn unveröffentlichte Lieder von Francine Cockenpot, Éditions du Seuil, 1953; Zeichnungen von René Lijade, Offset Jean Grou-Radenez.
- L’apprenti rêveur: Vierzehn Lieder von Francine Cockenpot, Éditions Desclée De Brouwer, 1954, Illustration Étienne Morel, Druck La Lithographie Artistique.
- L’arbre de Noël des chansons: Elf Lieder, Francine Cockenpot, Texte Robert Morel, Éditions du Seuil, 1955; Zeichnungen von Monica, gedruckt von Tardy.

### Veröffentlichungen
- Poèmes et chansons de la Flandre en guerre (Gedichte und Lieder aus Flandern im Krieg), Editions Au Vent du Nord, 1946.
- L'agresseur (Der Aggressor), Editions du Seuil, 1986.
- Chansons d’une vie (Lieder eines Lebens), Editions du Seuil, 1990.